# شينجي تاكاهاشي
شينجي تاكاهاشي (16 يوليو 1980 بماتسوياما في اليابان - ) (بالكانا:たかはし しんじ) هو لاعب كرة طائرة ياباني.

## وصلات خارجية
- شينجي تاكاهاشي على موقع الدوري الياباني (مؤرشف) (اليابانية)